# Calomera diania
Calomera diania es una especie de escarabajo del género Calomera, familia Carabidae. Fue descrita científicamente por Tschitscherine en 1903.
Esta especie habita en Irak, Kuwait, Emiratos Árabes, Omán, Irán y Pakistán.